# Fernand Maurette
Pour les articles homonymes, voir Maurette.
Fernand Maurette est un géographe, sociologue et économiste français né le 1er novembre 1878 à Paris et mort le 1er août 1937 à Genève.

## Biographie
Fernand Maurette entre à l'École normale supérieure de Paris en 1900 et obtient l'agrégation d'histoire et géographie en 1903.
Ses centres d'intérêt sont nombreux (Afrique subsaharienne, géographie industrielle…). Il collabore longtemps aux Annales de géographie. Il publie avec son collègue Gallouédec une série de manuels de géographie et un atlas de 250 cartes.
En 1910, l'École normale supérieure le charge de la préparation aux concours des Affaires étrangères. Sa réputation d'expert géographe est reconnue. Peu après, il s'installe à Genève pour y travailler dans le domaine de la « géographie économique et sociale ». Néanmoins, il retourne régulièrement à Paris.
Installé à Genève depuis quelques années, il est marié à Marie-Thérèse Dupuy, connue sous le nom de Marie-Thérèse Maurette, pédagogue à Genève, dont il a trois enfants, Florence, Paul, et Marc Maurette, qui devient réalisateur de cinéma.
En 1924, le directeur du Bureau international du travail, Albert Thomas, le nomme à la Direction de la division des recherches du BIT à Genève, à la suite de la démission du statisticien américain Royal Meeker (en).
En 1935, après la mort d'Albert Thomas (survenue en 1932), il est appelé à l'une des sous-direction de l'Organisation internationale du travail. En 1937, le gouvernement français l'appelle à Paris pour siéger au Conseil national économique. Il est chargé de dossiers économiques et sociaux en rapport avec les nouvelles lois du travail votées lors du Front populaire. Il meurt subitement le 1er août 1937 à Genève. C'est sa collègue, Marguerite Thibert, responsable des questions féminines au BIT à Genève, qui rédige sa nécrologie.

## Principales publications
- Mission scientifique Du Bourg de Bozas : De la mer Rouge à l'Atlantique, à travers l'Afrique tropicale (octobre 1900-mai 1903) Carnets de route de Fernand Maurette et Pierre Marie Robert Du Bourg de Bozas, éditions F.R. de Rudeval, 1906
- L'Allemagne boycottée ne peut vivre sans les produits alimentaires : les matières premières, les navires marchands des alliés, éditions Hachette, Paris : 1918
- Les grands marchés de matières premières, Paris, Armand Colin, 1922, 198 p. (nombreuses rééditions).
- Pour comprendre les paysages de la France, éditions hachette, Paris : 1926
- Géographie de la France, éditions Hachette, Paris : 1927
- Atlas pratique, éditions Hachette, Paris : 1929
- Tour du Pacifique, éditions Hachette, Paris : 1934
- La Société des nations et le problème des matières premières, revue Politique étrangère, numéro 3, 1937
- Afrique équatoriale, orientale et australe, Paris, Hachette, Géographie universelle publiée sous la direction de Paul Vidal de La Blache et Lucien Gallois, tome 12, 1938, 398 p.